# Sixtus IV. ernennt Platina zum Präfekten der Vatikanischen Bibliothek
Sixtus IV. ernennt Platina zum Präfekten der Vatikanischen Bibliothek – auch unter zahlreichen ähnlichen Bezeichnungen – ist ein Fresko von Melozzo da Forlì. Es ist sein bekanntestes Werk und entstand im dritten Viertel des 15. Jahrhunderts in der Frührenaissance. Neben Papst Sixtus IV. und Bartolomeo Platina sind noch vier Neffen des Papstes abgebildet, darunter der spätere Papst Julius II. als Kardinal. Das Bild gehört kunstgeschichtlich zu den Hauptwerken in der Darstellung von Personengruppen im 15. Jahrhundert.

## Ereignis, Datierung und Verbleib
Melozzo da Forlì, über dessen Ausbildung oder mögliche Frühwerke kaum etwas bekannt oder erhalten ist, war einer der besten Maler seiner Zeit. In den frühen 1470er-Jahren wird er als pictor papalis, also als Maler des Papstes erwähnt. Das Fresko der Ernennung Platinas ist das einzige erhaltene aus einer Serie von Fresken für die vatikanische Bibliothek, die er im direkten Auftrag Sixtus’ IV. und seiner Familie schuf.
Das dargestellte Ereignis, die Ernennung des Humanisten Bartolomeo Sacchi, genannt Bartolomeo Platina, zum Präfekten der Vatikanischen Bibliothek, fand am 15. Juni 1475 statt. Es ist unklar, ob die abgebildeten Familienmitglieder tatsächlich anwesend waren und ob der Raum auf dem Gemälde wie dargestellt jemals so existiert hat.
Die Kunstgeschichte ist sich sehr uneinig über die Datierung des Freskos. Genannt werden zwischen 1475 und 1477, Wolfgang Braunfels setzt das Bild vor 1477 an, andere um 1477, Karl Woermann genau 1477, wieder andere etwas später, um 1480, der letztgenannte Zeitraum ist 1480 bis 1481.
Melozzo da Forlì schuf es ursprünglich an der Wand gegenüber dem Eingang der sogenannten Lateinischen Bibliothek innerhalb der Vatikanischen Bibliothek, an eben jener Wand und in angrenzenden Sälen hatten zuvor unter anderem Domenico Ghirlandaio und seine Brüder Fresken geschaffen, mit seinem vervollständigte er das Programm. Es wurde später abgenommen, auf Leinwand übertragen und in die Vatikanische Pinakothek in den Vatikanischen Museen verbracht, wo es sich bis heute befindet.

## Darstellung
Melozzo da Forlì teilte die beteiligten sechs Personen in zwei Dreiergruppen auf, was als wegweisender Vorgriff auf die Hochrenaissance gilt. Allen dargestellten Personen gemeinsam sind die klaren Umrisse, das kräftige Kolorit der Gewänder und die auf Monumentalität angelegte Einzeldarstellung der Personen; diese Art der Darstellung hat Melozzo da Forlì sicher von Piero della Francesca übernommen. Ein weiteres Charakteristikum des Bildes ist die ruhige, gemessene Haltung der Figuren mit sehr sparsamer Gestik. Obwohl durchaus Blickkontakte bestehen, wirken die Beteiligten in sich eigenständig und fast ein wenig von den jeweils anderen isoliert.

### Linke Gruppe
Die linke Gruppe besteht aus zwei Neffen Sixtus’ IV., ganz außen Giovanni della Rovere, rechts neben ihm Girolamo Riario. Rechts unterhalb der beiden kniet der ernannte Platina vor dem Papst. Seine rechte Hand weist auf die Inschrift im unteren Teil des Bildes. Sie lautet: „Templa domvm expositis: vicos fora moenia pontes / Virgineam Trivii qvod repararis aqvam. / Prisca licet navtis statvas dare commoda portvs: / Et Vaticanvm cingere Syxte ivgum: / Plvs tamen vrbs debet: Nam qvae squallore latebat: / Cernitvr in celebri biblioteca loco.“ Sie verweist damit auf die Tätigkeiten des Papstes als Bauherr.

### Rechte Gruppe
Sie besteht aus den Personen des damaligen Kardinals Giuliano della Rovere, später Papst Julius II., mit Tonsur und im Kardinalspurpur und ihn von rechts ansprechend Kardinal Raffaele Riario oder Pietro Riario, da sind sich die Quellen nicht einig, ebenfalls mit Tonsur und auch alle Neffen des Papstes. Wie in der linken Gruppe ist die dritte Person der Gruppe, der sitzende Papst Sixtus IV., leicht nach rechts verschoben, ein feiner Kunstgriff zur Belebung des Geschehens. Es handelt sich um die erste Darstellung eines Papstes als sitzende Figur in der Kunstgeschichte überhaupt. Diesem Vorbild folgten zahlreiche Künstler in ihren Porträts von Päpsten, Raffael, Tizian, Velázquez usw., letztlich geht die damit geschaffene Tradition bis heute.

### Raumdarstellung
Die Darstellung des umgebenden Raumes gilt als Meisterwerk der Perspektive. Die nach hinten unter drei Arkadenbögen auslaufenden Pfeiler folgen einer reichverzierten und in den Kapitellen teilvergoldeten Variante der toskanischen Ordnung. Die Decke ist kassettiert und mit vergoldeten Rosetten auf blauem Untergrund dargestellt. Der Fluchtpunkt der Konstruktion liegt exakt auf Höhe des unteren Drittels des Bildes zwischen den Gewändern Platinas und des späteren Papstes. Die hinter dem Bogen stehende Säule folgt hingegen korinthischer Ordnung. Es ist nicht bekannt, ob es diesen Raum in dieser Form im Vatikan jemals gab, eher wahrscheinlich ist eine Idealvorstellung eines den höfischen Angemessenheiten der Zeit entsprechenden Raumes. Die beiden das Bild seitlich begrenzenden Pfeilervorderseiten sind mit Eichenlaub und Eicheln auf blauem Grund verziert. Das ist kein Zufall, sondern stellt die heraldischen Symbole der Familie Della Rovere dar, aus der sowohl Sixtus IV. als auch der abgebildete spätere Julius II. stammen. Insgesamt folgt die Konstruktion Vorbildern von Andrea Mantegna und Leon Battista Alberti.

## Bildaussage
Die Aussage des Bildes ergibt sich aus der Monumentalität der Personen, der Inschrift und dem ursprünglichen Platz des Bildes. Sixtus IV. wollte sichergestellt haben, dass er als Mäzen, Bauherr und Förderer des Humanismus verstanden wurde. Er hatte nicht nur Platina zum Präfekten der Vatikanischen Bibliothek ernannt, sondern sie auch für die Öffentlichkeit zugänglich gemacht. Das Bild schildert gleichzeitig in feierlichem Rahmen die Begegnung zwischen geistlicher und weltlicher Kultur. Es ist ein Repräsentationsbild der Della Rovere, zeigt die hohe künstlerische und literarische Kultur der Zeit, aber auch das Selbstbewusstsein Sixtus’ IV. für den Heiligen Stuhl  und letztlich für Rom selbst.